# NGC 1376
NGC 1376 je galaksija u zviježđu Eridan.

## Vanjske poveznice
- SEDS: NGC 1376